# 이세계 치트 마술사
틀:만화애니 정보/라이트 소설
이세계 치트 마법사(異世界チート魔術師)는 아네코 유사기가 원작한 일본의 라이트 노벨 소설 작품이다. 「소설가가 되자」에서 2012년 4월부터 웹 소설로 발간. 2013년부터 히어로 문고(슈후노도모샤→슈후노도모 인포스)에서 간행. 2019년 2분기에 애니메이션으로 방영했다.

## 개요
2012년 4월부터 웹 소설로 연재되던 작품으로 라이트 노벨로서는 2013년 6월부터, 소년 만화로는 2016년 12월부터 미디어 믹스가 시작되었다.

## 줄거리
평범한 고등학생 니시무라 타이치와 아즈마 린은 갑자기 나타난 빛에 휩싸여 버린다. 정신을 차리니 두 사람은 검과 마술의 이세계에 있었다. 마물과 맞닥뜨리지만 운 좋게 위험에서 벗어나고, 모험자의 조언으로 길드로 향하는 두 사람.
그곳에서 두 사람이 터무니없는 하이스펙의 마력을 가진 것이 판명된다. 평범한 고교생이 갑자기 최강이 되었다.